# Euxoa shasta
Euxoa shasta är en fjärilsart som beskrevs av Lafontaine 1975. Euxoa shasta ingår i släktet Euxoa och familjen nattflyn. Inga underarter finns listade i Catalogue of Life.